# 嚶鳴村
嚶鳴村（おうめいむら）は、千葉県海上郡に存在した村。旭市立嚶鳴小学校などにその名をとどめる。

## 地理
- 現在の旭市の東部、旧海上町の南西部に位置する。
- 村のほとんどは平地である。

## 歴史
- 1889年（明治22年）4月1日 - 町村制施行により、琴田村、後草村、高生村、江ケ崎村が合併して発足。
- 1954年（昭和29年）3月31日
  - 鶴巻村、滝郷村と合併し、海上町が発足。同日嚶鳴村廃止。
  - 旧村域の一部（琴田の一部）は旭市に編入。
- 1955年（昭和30年） - 海上町のうち旧村域の一部（琴田の一部）が旭市に編入。
- 1956年（昭和31年） - 海上町のうち旧村域の一部（琴田の一部）が旭市に編入。
- 1960年（昭和35年） - 海上町のうち旧村域の一部（琴田、江ケ崎の各一部）が旭市に編入。

| 1868年 以前 | 1868年 以前  | 明治22年 4月1日 | 昭和29年 3月31日 | 昭和29年 | 昭和30年 | 昭和31年 | 昭和35年 | 平成17年 7月1日 | 現在 |
| ----------- | ------------ | --------------- | ---------------- | -------- | -------- | -------- | -------- | --------------- | ---- |
|             | 琴田村       | 嚶鳴村          | 海上町           | 海上町   | 海上町   | 海上町   | 海上町   | 旭市            | 旭市 |
|             | 後草村       | 嚶鳴村          | 海上町           | 海上町   | 海上町   | 海上町   | 海上町   | 旭市            | 旭市 |
|             | 高生村       | 嚶鳴村          | 海上町           | 海上町   | 海上町   | 海上町   | 海上町   | 旭市            | 旭市 |
|             | 江ケ崎村     | 嚶鳴村          | 海上町           | 海上町   | 海上町   | 海上町   | 海上町   | 旭市            | 旭市 |
|             | 旭市 に編入  | 嚶鳴村          | 海上町           | 海上町   | 海上町   | 海上町   |          | 旭市            | 旭市 |
|             | 琴田村の一部 | 嚶鳴村          | 海上町           | 海上町   | 海上町   | 海上町   |          | 旭市            | 旭市 |
|             | 旭市 に編入  | 嚶鳴村          | 海上町           | 海上町   | 海上町   | 旭市     |          | 旭市            | 旭市 |
|             | 旭市 に編入  | 嚶鳴村          | 海上町           | 海上町   | 旭市     | 旭市     |          | 旭市            | 旭市 |
|             | 旭市 に編入  | 嚶鳴村          | 海上町           | 旭市     | 旭市     | 旭市     |          | 旭市            | 旭市 |

## 村長
- 鈴木儀左衛門

## 人口
総数 [単位： 人]
| 1891年（明治24年） | 2,454 |

## 交通

### 鉄道
- 日本国有鉄道（ → 東日本旅客鉄道）
  - ■総武本線
    - 飯岡駅

駅名は近隣の主要地である飯岡町から取られている。

### 道路
- 二級国道
  - 国道126号